# James Smithson Medal
La James Smithson Medal è un'onorificenza istituita nel 1965 dallo Smithsonian Institution e assegnata a coloro che hanno dato "contributi eccezionali all'arte, alla scienza, alla storia, all'educazione e alla tecnologia". Lo Smithsonian lo considera il "premio più prestigioso e supremo" dell'organizzazione.

## Destinatari
| Anno del premio | Foto                           | Destinatario               | Note | Rif.  |
| --------------- | ------------------------------ | -------------------------- | ---- | ----- |
| 1965            | Howard Florey in 1945          | Howard Florey              |      | [ 2 ] |
| 1968            | –                              | Edgar P. Richardson        |      | [ 3 ] |
| 1976            | Elisabetta II in 2015          | Elisabetta II              |      | [ 1 ] |
| 1976            | –                              | Nancy Hanks                |      | [ 4 ] |
| 1979            | John Paul II in 1993           | Papa Giovanni Paolo II     |      | [ 5 ] |
| 1986            | Warren E. Burger in 2007       | Warren E. Burger           |      | [ 1 ] |
| 1991            | Julie Johnson Kidd, marzo 1990 | Julie Johnson Kidd         |      | [ 6 ] |
| 1994            | Robert McCormick Adams         | Robert McCormick Adams Jr. |      | [ 1 ] |
| 1999            | Ira Michael Heyman             | Ira Michael Heyman         |      | [ 1 ] |
| 2002            | David Baker (a sinistra)       | David Baker                |      | [ 7 ] |
| 2015            | G. Wayne Clough in 2008        | G. Wayne Clough            |      | [ 8 ] |